# Дияк Павло Станіславович
Павло́ Станісла́вович Ди́як (1970—2014) — прапорщик Державної прикордонної служби України, учасник російсько-української війни.

## З життєпису
Народився 1970 року у місті Хмельницький. Навчався у Хмельницькій спеціалізованій ЗОШ І-ІІІ ступенів № 1, Хмельницькому професійно-технічному училищі № 7.
Старший інструктор групи навчально-спеціальних машин центру забезпечення навчального процесу Національної академії Державної прикордонної служби України. Загинув за 16 км від населеного пункту Маринівка — прикордонники супроводжували на БТРі тіло загиблого Ігоря Момота, підірвались на фугасній міні.
Без Павла лишились дружина і дві доньки — Іванна (1997 р.н.) та Олександра (2006 р.н.). Старша донька вступила на навчання до академії Державної прикордонної служби.
Похований на кладовищі хмельницького мікрорайону Гречани.

## Нагороди та вшанування
- 26 липня 2014 року — за особисту мужність і героїзм, виявлені у захисті державного суверенітету та територіальної цілісності України, вірність військовій присязі під час російсько-української війни, відзначений — нагороджений орденом «За мужність» III ступеня (посмертно)
- 16 березня 2016 року нагороджений Почесною відзнакою міської громади «Мужність і відвага» жителів міста Хмельницького (посмертно)
- Почесний громадянин міста Хмельницького (посмертно)
- 21 листопада 2015 року меморіальний знак встановили на фасаді Хмельницької ЗОШ № 1.